# Groszów
Groszów (inna nazwa: Biadacz, niem. Biadacz zu Rosniontau, Reilshof, śl. Biadacz) – przysiółek wsi Rożniątów w Polsce, położony w województwie opolskim, w powiecie strzeleckim, w gminie Strzelce Opolskie.
Wchodzi w skład sołectwa Rożniątów, znajduje się na południe od tej wsi. W latach 1975–1998 przysiółek administracyjnie należał do ówczesnego województwa opolskiego.